# Sudan III
Sudan III (cunoscut și ca Sudan Red BK) este un compus organic, un colorant azoic de culoare roșie, derivat de la 2-naftol și azobenzen.